# Franz Gurk
Franz Gurk (Karlsruhe, 9 febbraio 1898 – Karlsruhe, 12 luglio 1984) è stato un politico tedesco.
Gurk iniziò la sua carriera professionale nel 1913 nella città di Karlsruhe, dove è stato dirigente durante la Repubblica di Weimar. Dal 1926 al 1933 fu deputato del partito di centro nel consiglio comunale e dal 1932 nel consiglio del distretto Karlsruhe-Bruchsal-Pforzheim. È stato oppositore del NSDAP, motivo per il quale ha perso il suo incarico politico nel 1933 dopo la loro presa di potere.
Dopo la seconda guerra mondiale ha continuato la sua attività politica, avendo anche conseguito nel frattempo un dottorato in economia. Dal 1951 al 1968 è stato presidente nazionale della CDU Baden-Württemberg. Nel 1952 fu eletto membro del parlamento del nuovo stato del Baden-Württemberg e fu il capogruppo della CDU,  con il 36% di maggioranza nelle elezioni. 
Gurk è stato sindaco della città di Karlsruhe dal 1953 al 1963, inoltre è stato fino al 1972 membro del Landtag (parlamento statale) del Baden-Württemberg, e dal 1960 al 1968 contemporaneamente anche presidente regionale.